# نادي الكروم
نادي الكروم، هو أحد نوادي محافظة الإسكندرية، تابع لشركة الكروم والتقطير المصرية تأسس عام 1972م، على يد كل من «سيد النحاس وفتحي سيد أحمد وجابر أبو حديدة وفاروق شاهين».
في عام 1979 صعد لأول مرة إلى دوري الدرجة الأولى المصري (الممتاز حاليا) ولعب له العديد من اللاعبين المميزن والموهوبين مثل شادي محمد وإسلام الشاطر وأحمد ساري وأحمد الشاذلي وياسر فاروق وهشام عبد الحميد، وكان الفريق دائم الهبوط والصعود من الدرجة الدوري الممتاز إلى القسم الثاني والعكس حتى عام 2006 عندما هبط نادي الكروم من الدوري الممتاز إلى دوري القسم الثاني ولم يصعد مرة أخرى ومؤخرا تم تجميد النشاط بالنادي من قبل «أحمد أبو الدهب» رئيس الشركة.